# Werther Schanze

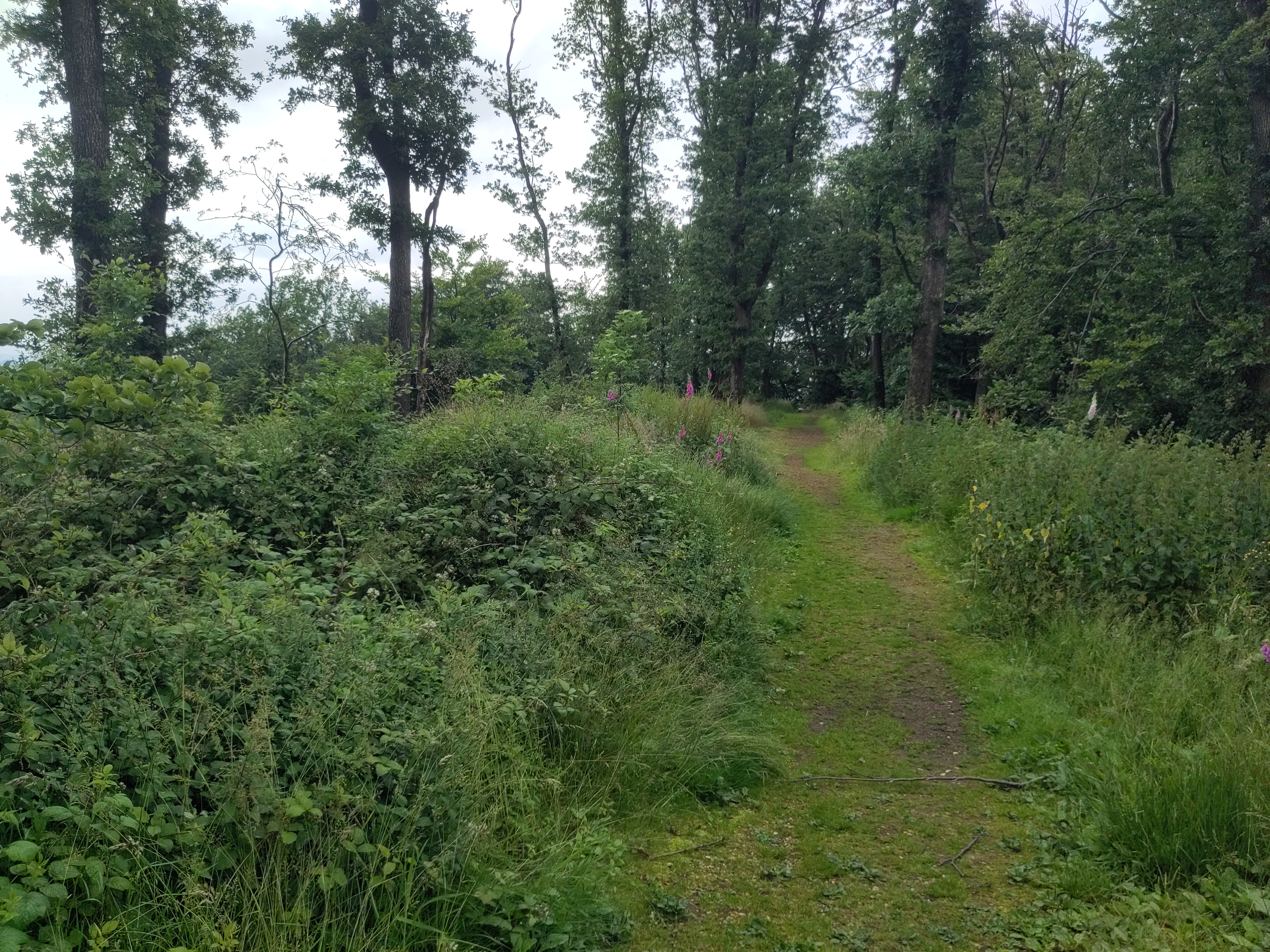
Die Werther Schanze ist im Gelände nur noch durch den erhöhten Bewuchs (vorne links im Bild) erkennbar

Die Werther Schanze ist ein Bodendenkmal auf dem Gebiet der Stadt Halle (Westf.) im Kreis Gütersloh in Nordrhein-Westfalen. Sie liegt unmittelbar an der Gemeindegrenze zur namensgebenden Stadt Werther (Westf.) bei 287,1 m Höhe auf dem Kamm des Hengeberges im Teutoburger Wald.
Die Werther Schanze ist eine ca. 14 × 15 m große, rechteckige Wallanlage. Das Erdwerk wurde wahrscheinlich um 1673 erbaut, als Truppen des Münsteraner Fürstbischofs von Galen in die Stadt Werther eingefallen sind.
Die Werther Schanze ist über Wanderwege erreichbar; der Hermannsweg verläuft direkt hindurch.